# Affection (film)
Pour les articles homonymes, voir Affection (homonymie).
Pour plus de détails, voir Fiche technique et Distribution.
Affection (bulgare : Обич, SBOTCC :  Obich) est un drame psychologique bulgare sorti en 1972 et réalisé par Lioudmil Staïkov.
Il s'agit d'une adaptation du roman éponyme d'Aleksandar Karassimeonov (bg), qui a également co-scénarisé le film.
Il est présenté au Festival international du film de Moscou 1973, où il remporte le Prix d'or.

## Synopsis
Maria, 20 ans, entretient une relation problématique avec ses parents, en raison de leurs divergences de vues sur les « choses de la vie ». Après un premier amour non partagé, Maria élève l'idéal d'affection à un don de soi difficilement compatible avec les modèles acceptés par la société. Son père l'emmène en vacances dans un chalet des montagnes du Vitocha. Elle y côtoie un architecte prétentieux, un journaliste timide, un professeur lâche et un avocat mesquin et pédant, qui ne tardent pas à l'agacer en lui faisant une cour appuyée. Maria cherche un soutien dans les souvenirs du passé.
Elle rêvait de devenir médecin comme sa tante Irina, qui avait toujours été une référence morale pour elle. Ancienne participante à la lutte antifasciste, Irina a été déclarée morte ou disparue pendant la guerre du Viêt Nam. Maria s'engage avec confiance sur la voie de son idéal. À l'hôpital, où elle fait son stage d'infirmière, elle rencontre Nikolaï, dont elle tombe amoureuse. Ignorant ses sentiments, il lui confie un secret : il a une petite amie qui est enceinte d'un autre homme, et Maria lui conseille de l'épouser. Non seulement elle ignore ses propres sentiments au nom de leur bonheur, mais elle les aide même à se marier.

## Fiche technique
- Titre français : Affection[2]
- Titre original : Обич, SBOTCC :  Obich
- Réalisateur : Lioudmil Staïkov
- Scénario : Aleksandar Karassimeonov (bg), Konstantin Pavlov
- Photographie : Boris Yanakiev (bg)
- Musique : Simeon Pironkov (bg)
- Société de production : Boyana Film
- Pays de production :  Bulgarie
- Langue de tournage : bulgare
- Format : Couleur - Son mono - 35 mm
- Genre : Drame psychologique
- Durée : 90 minutes
- Date de sortie :	
  - Bulgarie : 8 décembre 1972
  - France : 27 février 1974

## Distribution
- Violeta Doneva (bg) : Maria
- Nevena Kokanova (bg) : Irina
- Stefan Danaïlov : Nikolaï
- Banko Bankov (bg) : Petrov, journaliste
- Nikolaï Binev (bg) : l'administrateur
- Ivan Kondov (bg) : le père de Maria
- Katia Dineva (bg) : la mère de Maria
- Andreï Tchaprazov (bg) : l'architecte Stanimirov
- Svetozar Nedeltchev (bg) : Manassiev
- Anton Karastoyanov (bg) : Kostov
- Vassil Popiliev (bg) : le clandestin
- Dobri Dobrev (bg) : le docteur Borov
- Lidia Aleksandrova : l'infirmière